# Yaser Hamed
Yaser Hamed Mayor (ur. 9 grudnia 1997 w Leioa) – palestyński piłkarz pochodzenia hiszpańskiego grający na pozycji obrońcy. Od 1 lipca 2024 jest bez klubu.

## Kariera piłkarska
Swoją karierę piłkarską Hamed rozpoczął w hiszpańskim klubie CD Santurtzi. Później grał w SD Leioa oraz Club Portugalete. W 2021 roku został zawodnikiem bahrajńskiego klubu Busaiteen Club. Od 2022 roku występuje w klubie z egipskiej pierwszej ligi.

## Kariera reprezentacyjna
W 2019 roku zadebiutował w reprezentacji Palestyny. Razem ze swoją reprezentacją występował na Pucharze Narodów Arabskich.